# Фридрих I (Вюртемберг)
Вижте пояснителната страница за други личности с името Фридрих I.
Фридрих I Вилхелм Карл фон Вюртемберг (на немски: Friedrich I Wilhelm Karl von Württemberg; * 6 ноември 1754, Трептов на Рега, Задна Померания; † 30 октомври 1816, Щутгарт) е от 1797 г. като Фридрих II херцог и от 1806 до 1816 г. като Фридрих I първият крал на Вюртемберг. Той е наричан също и „Дебелият Фридрих“ (Dicker Friedrich), понеже е висок 2,11 м и тежи ок. 200 кг.

## Биография
Син е на херцог Фридрих Евгений II от Вюртемберг († 23 декември 1797) и Фредерика Доротея от Бранденбург-Швет († 9 март 1798).
Фридрих започва военна кариера в двора на Фридрих Велики, който омъжва сестра му София Доротея от Вюртемберг за по-късния цар Павел, синът на Екатерина II. През юни 1774 г. той започва служба в Прусия и става полковник.
На 16 години през 1780 г. Фридрих се жени за с 10 години по-голямата принцеса Августа фон Брауншайг-Волфенбютел. През 1781 г. е генералмайор и напуска войската. Фридрих започва служба при руската императрица Катарина Велика. Тя го поставя като генерален управител на руска Финландия от 1783 до 1787 г. Той получава през 1783 г. командването на отряд от 15 000 до 20 000 души при Херсон във войната против турците. През декември 1786 г. е изгонен от Русия. Съпругата му Августа Каролина умира на 27 септември 1788 г.
От 1790 г. той живее в Лудвигсбург. На 18 май 1797 г. се жени в Лондон втори път за принцеса Шарлота Августа Матилда, дъщеря на английския крал Джордж III.
След смъртта на баща му Фридрих става на 23 декември 1797 г. като Фридрих II херцог на Вюртемберг. През май 1803 г. Наполеон Бонапарт го прави курфюрст. Той увеличава териториите си. През октомври 1805 г. император Наполеон идва в Лудвигсбург.
На 1 януари 1806 г. курфюрст Фридрих става крал. Той получава територии и кралството му става почти два пъти по-голямо от 1803 г. Най-малкият брат на Наполеон, крал Жером от Вестфалия, се жени за Катарина, единствената дъщеря на Фридрих.
На 30 октомври 1816 г. крал Фридрих умира изненадващо след заболяване в Щутгарт. Той е погребан в гробницата на дворец Лудвигсбург.

## Семейство и деца
Първи брак: през 1780 г. с принцеса Августа Каролина от Брауншвайг-Волфенбютел (1764 – 1788), дъщеря на херцог Карл Вилхелм Фердинанд фон Брауншайг-Волфенбютел, разделени 1786 г.; те имат децата:
- Вилхелм I (1781 – 1864), крал на Вюртемберг (1816 – 1864)
- Катарина Фридерика София Доротея (1783 – 1835), от 1807 г. омъжена за крал Жером от Вестфалия (1784 – 1860), най-малкият брат на Наполеон Бонапарт
- Августа София Доротея Мария (1783 – 1784)
- Паул Фридрих Карл Аугуст (1785 – 1852), от 1805 г. женен за принцеса Шарлота от Саксония-Хилдбургхаузен (1787 – 1847). Неговият внук Вилхелм става 1891 г. като Вилхелм II крал на Вюртемберг

Втори брак: през 1797 г. в Лондон с принцеса Шарлота Августа Матилда (1766 – 1828), дъщеря на английския крал Джордж III.
- единствената им дъщеря умира веднага след раждането на 27 април 1798 г.